# Marlice van Vuuren
Marlice van Vuuren (1976) é uma conservacionista namibiana.